# Jonathan Lear
Jonathan Lear (...) è un filosofo e psicoanalista statunitense.
È professore del Dipartimento di Filosofia dell'Università di Chicago e presso il Committee on Social Thought della stessa Università. È membro della International Psychoanalytical Association.

## Biografia
Nato negli Stati Uniti, si è formato nelle Università di Yale (USA), di Cambridge in Inghilterra e Rockefeller (USA), dove ha ricevuto il Dottorato in Filosofia, con una dissertazione sulla Logica di Aristotele, nel 1978. Dal 1979 al 1985 è tornato all'Università di Cambridge come professore. In seguito ha insegnato a Yale (1985-1996) e, infine, a Chicago (dal 1996 ad oggi). Ha inoltre seguito il training psicoanalitico presso il Western New England Institute for Psychoanalysis, conseguendo la qualifica professionale di psicoanalista nel 1995.

## Opere
Quasi tutte le sue opere si occupano dei rapporti tra Psicoanalisi e Filosofia, da Socrate ai nostri giorni. 
- Aristotle and logical theory (1980)
- Aristotle: the desire to understand (1988)
- Love and its place in nature (1990)
- Open minded: working out the logic of the soul (1998) - traduzione italiana: La psicoanalisi e i suoi nemici (1999)
- Happiness, Death, and the Remainder of Life (2000)
- Therapeutic action: an earnest plea for irony (2003) - traduzione italiana: L'azione terapeutica (2007)
- Freud (2005)
- Radical hope: ethics in the face of cultural devastation (2006)

## Pensiero
Una delle linee principali della sua ricerca consiste nell'indagare i rapporti tra filosofia e psicoanalisi, che a suo parere condividono la stessa domanda fondamentale già posta nell'antichità da Socrate: "Come si dovrebbe vivere?". Lo psicoanalista pone maggiormente l'accento sul soggetto singolare ("Come dovrei vivere io?"). Il filosofo lo pone maggiormente sulla soggettività plurale ("Come dovremmo vivere noi?"). Tuttavia Lear ritiene che i due punti di vista siano dialetticamente interconnessi.
Un'altra linea di ricerca lo conduce a ridefinire le "professioni" dello psicoanalista e del filosofo. Lear ritiene che esse siano entrambe, non tanto professioni, nel senso difensivo e, si direbbe, corporativo del termine, quanto piuttosto "forme di vita" impegnate a vivere apertamente, ispirate alla ricerca di risposte non scontate. 
Una terza linea di ricerca mira a ridefinire, con l'apporto della filosofia, l'effetto terapeutico della psicoanalisi, perfezionando il concetto e la pratica di una terapia concettuale, fondata soprattutto sull'ironia. Essa va intesa, sulla scorta del pensiero di Kierkegaard, come capacità di interrogarsi senza sosta, socraticamente, sul "che cosa" di tutto ciò che siamo e facciamo. In questo senso l'ironia è la strada maestra per ritrovare l'autenticità.

## Fonti
Università di Chicago - Staff del Dipartimento di Filosofia 
| Controllo di autorità | VIAF (EN) 59110217 · ISNI (EN) 0000 0001 1064 609X · Europeana agent/base/145966 · LCCN (EN) n79094960 · GND (DE) 131848836 · BNE (ES) XX860402 (data) · BNF (FR) cb12091641s (data) · J9U (EN, HE) 987007264211605171 · NSK (HR) 000278700 · NDL (EN, JA) 01025320 |